# الن پاسکو
الن پاسکو (انگلیسی: Alan Pascoe؛ زادهٔ ۱۱ october ۱۹۴۷ (۷۷ سال)) ورزشکار دو و میدانی اهل بریتانیا است.
وی در مسابقات کشوری و بین‌المللی در مجموع برندهٔ ۳ مدال طلا، ۳ مدال نقره، ۲ مدال برنز شده‌است.